# John Coppolella
John Coppolella (né en 1978 ou 1979,) est un dirigeant de baseball. De septembre 2014 à octobre 2017, il est directeur général des Braves d'Atlanta de la Ligue majeure de baseball.

## Biographie

### Yankees de New York
Diplômé en gestion des affaires de l'université Notre Dame. Vers la fin de sa dernière année à l'université, un poste l'attend chez Intel pour un salaire annuel de 90 000 dollars, mais il y renonce pour accepter un stage à 18 000 dollars par année, sans sécurité d'emploi, chez les Yankees de New York de la Ligue majeure de baseball. Là, George Steinbrenner se prend d'affection pour le travail du jeune homme de 21 ans, qu'il surnomme The Kid et s'avère le seul à pouvoir l'intéresser aux statistiques du baseball. Coppolella est à l'emploi des Yankees du printemps 2000 à octobre 2006, et il est engagé à temps plein en janvier 2001. Plusieurs de ses tâches sont au départ peu glorieuses : servir de taxi pour les joueurs à l'aéroport, répondre au téléphone pour Steinbrenner au Yankee Stadium chaque dimanche matin durant la saison morte, et même nettoyer des toilettes. Entouré des têtes pensantes de l'entreprise, il se voit confier des rôles plus importants, notamment le repérage de prospects et la préparation du repêchage amateur annuel. Ses habiletés à interpréter les données statistiques sont remarquées et il se voit confier davantage de tâches reliées au recrutement. Copolella est assistant directeur aux opérations baseball en 2002, vice-président des opérations baseball en 2003, assistant directeur du département du recrutement professionnel en 2005 et 2006.

### Braves d'Atlanta
En octobre 2006, Coppolella est, sans le savoir, convoité par les Braves d'Atlanta pour un poste au département des opérations baseball. Après une entrevue d'embauche, il est engagé dans le rôle de directeur des opérations baseball, qu'il remplit de 2006 à 2011. Il est promu au poste de directeur du recrutement professionnel en 2011, puis assistant au directeur général à l'automne 2012, les Braves voulant couper l'herbe sous le pied des Astros de Houston, intéressés à l'embaucher dans un rôle similaire.
Après le congédiement du directeur général Frank Wren le 21 septembre 2014, John Hart est nommé directeur général par intérim. Le 23 octobre suivant, Hart est nommé président des opérations baseall. Pendant près d'un an, les Braves n'ont pas officiellement de directeur général, mais les tâches qui incombent généralement à la personne occupant ce rôle sont réparties entre Hart et John Coppolella. Cette année est particulièrement occupée, les Braves concluant une multitude de transactions pour reconstruire leur réseau de clubs affiliés en ligues mineures. Copolella travaille activement sur les échanges impliquant des joueurs tels Jason Heyward, Craig Kimbrel, Justin Upton et Evan Gattis avant le début de la saison 2015, puis durant l'été qui suit sur l'échange qui permet aux Braves d'acquérir Héctor Olivera.
John Copolella est nommé directeur général des Braves d'Atlanta le 1er octobre 2015 à l'âge de 37 ans. Il remet sa démission le 2 octobre 2017.